# Diocesi di Jhabua
La diocesi di Jhabua (in latino Dioecesis Jhabuensis) è una sede della Chiesa cattolica in India suffraganea dell'arcidiocesi di Bhopal. Nel 2023 contava 48.820 battezzati su 6.836.440 abitanti. È retta dal vescovo Peter Rumal Kharadi.

## Territorio
La diocesi comprende i distretti di Jhabua, Alirajpur, Ratlam, Mandsaur, Neemuch e il tehsil di Sardarpur nel distretto di Dhar nello stato del Madhya Pradesh in India.
Sede vescovile è la città di Jhabua, dove si trova la cattedrale dell'Annunciazione.
Il territorio è suddiviso in 32 parrocchie, suddivise in tre decanati: Jhabua, Thandla, Ratlam.

## Storia
La diocesi è stata eretta il 25 marzo 2002 con la bolla Ecclesiae universae di papa Giovanni Paolo II, ricavandone il territorio dalle diocesi di Indore e di Udaipur.

## Cronotassi dei vescovi
Si omettono i periodi di sede vacante non superiori ai 2 anni o non storicamente accertati.
- Chacko Thottumarickal, S.V.D. (25 marzo 2002 - 24 ottobre 2008 nominato vescovo di Indore)
- Devprasad John Ganawa, S.V.D. (11 maggio 2009 - 21 dicembre 2012 nominato vescovo di Udaipur)
  - Sede vacante (2012-2015)
- Basil Bhuriya, S.V.D. † (18 luglio 2015 - 6 maggio 2021 deceduto)
  - Sede vacante (2021-2023)
- Peter Rumal Kharadi, dal 30 dicembre 2023[4]

## Statistiche
La diocesi nel 2023 su una popolazione di 6.836.440 persone contava 48.820 battezzati, corrispondenti allo 0,7% del totale.
| anno | popolazione | popolazione | popolazione | presbiteri | presbiteri | presbiteri | presbiteri                | diaconi | religiosi | religiosi | parrocchie |
| anno | battezzati  | totale      | %           | numero     | secolari   | regolari   | battezzati per presbitero | diaconi | uomini    | donne     | parrocchie |
| ---- | ----------- | ----------- | ----------- | ---------- | ---------- | ---------- | ------------------------- | ------- | --------- | --------- | ---------- |
| 2002 | 30.360      | 4.143.251   | 0,7         | 46         | 29         | 17         | 660                       |         | 19        | 174       | 25         |
| 2003 | 30.987      | 4.023.251   | 0,8         | 51         | 30         | 21         | 607                       |         | 26        | 207       | 29         |
| 2004 | 31.213      | 4.087.516   | 0,8         | 51         | 30         | 21         | 612                       |         | 26        | 211       | 29         |
| 2006 | 32.202      | 4.216.482   | 0,8         | 52         | 29         | 23         | 619                       |         | 28        | 208       | 29         |
| 2013 | 38.947      | 5.535.306   | 0,7         | 67         | 45         | 22         | 581                       |         | 26        | 211       | 30         |
| 2016 | 40.836      | 5.987.595   | 0,7         | 71         | 49         | 22         | 575                       |         | 26        | 212       | 32         |
| 2019 | 48.150      | 6.237.400   | 0,8         | 77         | 55         | 22         | 625                       |         | 25        | 228       | 32         |
| 2021 | 48.617      | 6.701.730   | 0,7         | 84         | 62         | 22         | 578                       |         | 25        | 230       | 32         |
| 2023 | 48.820      | 6.836.440   | 0,7         | 79         | 62         | 17         | 617                       |         | 21        | 284       | 32         |